# Itarsi
Itarsi är en stad i den indiska delstaten Madhya Pradesh, och tillhör distriktet Hoshangabad. Folkmängden uppgick till 99 329 invånare vid folkräkningen 2011, med förorter 114 495 invånare.